# Fazlija Šaćirović
Fazlija Šaćirović (cyr. Фазлија Шаћировић, ur. 4 maja 1957 w Prokuplje) – jugosłowiański bokser,  wicemistrz świata z 1978.
Wystąpił w wadze papierowej (do 48 kg) na mistrzostwach Europy w 1975 w Katowicach, gdzie w pierwszej walce uległ György Gedó z Węgier. Na igrzyskach olimpijskich w 1976 w Montrealu walczył w wadze muszej (do 51 kg). Po wygraniu jednego pojedynku przegrał w następnym z Leszkiem Błażyńskim.
Później walczył w kategorii koguciej (do 54 kg). Na mistrzostwach Europy w 1977 w Halle odpadł w ćwierćfinale po porażce ze Stefanem Försterem z NRD. Swój największy sukces odniósł na mistrzostwach świata w 1978 w Belgradzie, gdzie pokonał Leszka Błażyńskiego, Rocky’ego Lockridge’a z USA i w półfinale Kima Jung-chula z Korei Południowej, a w pojedynku finałowym przegrał z Adolfo Hortą z Kuby, zdobywając srebrny medal. Zwyciężył na igrzyskach śródziemnomorskich w 1979 w Splicie. Odpadł w pierwszej walce na igrzyskach olimpijskich w 1980 w Moskwie.
Fazlija Šaćirović był mistrzem Jugosławii w wadze papierowej w 1975, w wadze muszej w 1976 oraz w wadze koguciej w 1978, 1979 i 1980.